# Sanierungsvermerk
Der Sanierungsvermerk ist nach deutschem Baurecht ein Grundbucheintrag, der auf die Lage des Grundstücks in einem Sanierungsgebiet hinweist.
Nach § 143 Abs. 2 Baugesetzbuch (BauGB) ist mit Rechtskraft der Sanierungssatzung der Sanierungsvermerk in die Grundbücher der betroffenen Grundstücke einzutragen. Die Eintragung erfolgt ohne Beteiligung des Eigentümers auf Antrag der Stadt oder Gemeinde. Der Sanierungsvermerk hat keine unmittelbaren rechtlichen Wirkungen, lediglich eine Informations- und Sicherungsfunktion für den Grundstücksverkehr. Mit diesem Sanierungsvermerk wird kenntlich gemacht, dass das Grundstück in einem förmlich festgelegten Sanierungsgebiet liegt. Er weist darauf hin, dass eine städtebauliche Sanierung durchgeführt wird und dass die Bestimmungen des Baugesetzbuches und hier das besondere Städtebaurecht gemäß den §§ 136 ff. BauGB zu beachten sind. Eine rechtliche Veränderung der Grundbucheintragung ist nur mit Zustimmung der Gemeinde möglich. Endet die städtebauliche Sanierungsmaßnahme mit der Aufhebung der Sanierungssatzung, so wird die Löschung der Sanierungsvermerke im Grundbuch nicht automatisch vorgenommen. Sie muss vom Eigentümer des Grundstückes bei der jeweiligen Gemeinde beantragt werden.